# 小行星7664
小行星7664（英語：7664 Namahage）是一颗围绕太阳公转的小行星。1994年10月2日，圓舘金、渡邊和郎在北见发现了此天体。
这颗小行星的绝对星等为180.62843等。